# 港川人
港川人，是日本沖繩縣出土的史前人類遺骨，分別有兩男兩女，出土後估計生存年代約在公元前20,000年至 22,000年間。它們也是現代智人的完整骨骼在東亞中最古老的。

## 歷史
在1967年沖縄縣島尻郡具志頭村港川海岸附近的割石場發現了人骨，推定年代約17000-8000年。

## 描述
港川人身材矮，男性1.6米高，女性1.4米高，它們的顱容量接近繩文人與現代日本人(和人)的下限，牙齒極度磨損，兩顆門牙被拔去。
沖縄縣立博物館・美術館中藏有港川人復完模型。

## 分子生物學研究
2021年的研究顥示港川人的粒腺體DNA（mtDNA）為單倍群E，與現代日本人的直系祖先繩文人及彌生人都不同，與亮島人代表的南島民族相同。